# 大盖镇
大盖乡，是中华人民共和国四川省甘孜藏族自治州新龙县下辖的一个乡镇级行政单位。

## 行政区划
大盖乡下辖以下地区：
大盖村、尺错村、莫若村、麦柯村、汤孔村、如鲁村、阿吉村、甲西村、祝切村和相达村。